# Russian Red
Russian Red (р. 20 ноября 1985, Мадрид) — псевдоним Лурдес Эрнандес (исп. Lourdes Hernández), исполнительницы песен в стиле инди и фолк собственного сочинения.
В Испании известна как испанская Файст. Пишет и поёт все свои произведения на английском языке, утверждая, что делает это интуитивно, объясняя тем, что всегда слушала музыку на английском.
Её голос и стиль исполнения, непосредственный и по-детски простой, во многом напоминает манеру Джоанны Ньюсом, автора-исполнительницы из Калифорнии.

## История
Проект Russian Red начался, когда Лурдес познакомилась с музыкантом Брайаном Хантом (его отец — англичанин, мать — испанка). Вместе с ним они сделали демозапись (которая включала всё ещё не опубликованные дорожки: «Reason», «The Night of the Paper» и «Sadie»), благодаря чему на её странице в MySpace было зарегистрировано 70 000 посещений.
Псевдоним Russian Red происходит от красного цвета губной помады с тем же названием, которую обычно использует Лурдес.

## Дискография

### Студийные альбомы
- I love your glasses (2008)
- Fuerteventura (2011)
- Agent Cooper (2014)

### Синглы
- They don’t believe (2008)
- Cigarettes (2008)
- Perfect Time (2008)
- Agent Cooper (2014)